# Epifanio Fernández
Epifanio Fernández Berridi (San Sebastián, Guipúzcoa, España, 23 de abril de 1919 - San Sebastián, 12 de junio de 1977), conocido como Epi, fue un futbolista español. Jugaba como delantero y se desempeñó en el Valencia C. F. y en la Real Sociedad de Fútbol. Junto con Asensi, Amadeo, Mundo y Gorostiza, formó la llamada delantera eléctrica, que transformó al Valencia CF en uno de los equipos más importantes de la década de los cuarenta.
Leyenda del club Ché, el extremo marcó un total de 105 goles y sumó 102 asistencias en 256 partidos en competición oficial, lo que le convierten en el décimo mejor goleador y segundo máximo asistente de la historia del Valencia C. F., sólo por detrás de Vicente Seguí, que dio 108 asistencias con 53 partidos más.

## Trayectoria
Junto con Amadeo, Mundo, Asensi y Gorostiza formó la delantera eléctrica, que transformó al Valencia C. F. en un equipo ganador y uno de los más importantes de la década de los cuarenta. Este extremo derecho, según la prensa de gran calidad técnica,[cita requerida] jugó un total de 334 partidos en quince temporadas de la Primera División, anotando 124 goles.

## Selección nacional
Fue internacional con la selección española en un total de quince ocasiones. Debutó el 12 de enero de 1941 en un partido ante Portugal.

## Clubes
| Club                    | País   | Periodo   | PJ (G)   |
| ----------------------- | ------ | --------- | -------- |
| Valencia C. F.          | España | 1940-1949 | 198 (78) |
| Real Sociedad de Fútbol | España | 1949-1955 | 136 (54) |

## Palmarés

### Campeonatos nacionales
| Título                | Club           | País   | Año  |
| --------------------- | -------------- | ------ | ---- |
| Copa del Generalísimo | Valencia C. F. | España | 1941 |
| Liga española         | Valencia C. F. | España | 1942 |
| Liga española         | Valencia C. F. | España | 1944 |
| Liga española         | Valencia C. F. | España | 1947 |
| Copa del Generalísimo | Valencia C. F. | España | 1949 |